# عبد الملك بن شعيب بن الليث
أبو عبد الله عبد الملك بن شعيب بن الليث أحد رواة الحديث النبوي، ومن محدثي الديار المصرية. أبوه هو المحدث شعيب بن الليث بن سعد، وجده هو إمام مصر في زمانه الليث بن سعد.

## روايته للحديث النبوي
- روى عن: روى عن أبيه شعيب بن الليث وعبد الله بن وهب وأسد بن موسى[1][2] وأبي همام الوليد بن شجاع بن الوليد السكوني.[2]
- روى عنه: ابنه محمد ومسلم بن الحجاج وأبو داود والنسائي[1] وإبراهيم بن داود بن يعقوب الصيرفي المصري وأبو عبد الملك أحمد بن إبراهيم البسري الدمشقي وأحمد بن زكير وأحمد بن محمد بن الحجاج بن رشدين بن سعد وأحمد بن يحيى بن خالد بن حيان الرقي والحسن بن علي بن شبيب المعمري وأبو علي الحسن بن موسى بن عيسى بن أبي عيسى المصري وداود بن الحسين البيهقي وزياد بن الخليل التستري وأبو بكر عبد الله بن أبي داود وعبد الله بن محمد بن سيار الفرهاداني وعبد الله بن محمد بن نصر بن طويط الرملي البزاز وعبد السلام بن أحمد وعبدان الأهوازي وعلي بن محمد بن عبد الله الخولاني المصري وعمر بن محمد بن بجير البجيري والفضل بن محمد الشعراني.[2]
- الجرح والتعديل: قال أبو حاتم الرازي: «صدوق»، وقال النسائي: «ثقة».[2]

## مكانته الدينية
قال ابن يونس المصري: «كان حديثيًا فقيهًا، عسرًا في الحديث، ممتنعًا»،

## وفاته
توفى عبد الملك بن شعيب في يوم الخميس 18 ذى الحجة سنة 248 هـ.